# Tamerlà i altres poemes
Tamerlan and Other Poems (traduït com Tamerlà i altres poemes) fou la primera obra de l'escriptor nord-americà Edgar Allan Poe, publicada al 1827, i signada per «un bostonià». El llibre constava de 40 pàgines. L'autor tenia 18 anys en el moment de la seua publicació.
Poe hi signà com «un bostonià» malgrat que vivia a Richmond (Virgínia), perquè havia nascut a Boston. Es creu que degué fer-ho per despistar, ja que son pare adoptiu no desitjava que es dedicara a la literatura.
El poeta va pagar la publicació de la seua butxaca, i només se n'imprimiren 50 còpies en el primer tiratge. Al pròleg, feu un advertiment anomenant-se «principiant», com excusant la seua joventut, en afirmar que la majoria dels poemes els havia escrit abans dels 14 anys.
Les influències més clares en l'obra són les dels poetes romàntics Lord Byron, Percy Bysshe Shelley i Samuel Taylor Coleridge.
Els temes principals que hi apareixen són els comuns en l'època: imatges de divina bellesa angelical. Poe s'aparta conscientment del didactisme contemporani, i se centra més aviat en somieigs d'estètica simbolista.
Tamerlà no va rebre gens d'atenció per part de la crítica.